# Cratera de Rochechouart
A Cratera de Rochechouart é uma cratera de impacto na aldeia de La Judie, que fica a 4 km de Rochechouart, França. Seu diâmetro antes da erosão tinha cerca de 20-30 km. A estimativa é de que o impacto tenha ocorrido há cerca de 206,9 milhões de anos (com intervalo de 2,2 milhões de anos) mais ou menos entre o período Triássico e Jurássico. Desde então a cratera tem sofrido com a erosão e seu tamanho reduzido não a condiciona como responsável pela Extinção do Triássico-Jurássico.